# Karel Oliva (1886)
Karel Oliva (8. listopadu 1886 Mezilesí – 12. října 1960 Praha) byl český středoškolský profesor, člen Pražského lingvistického kroužku, autor učebnic literatury a spisovatel.

## Dílo
- Čítanka pro obchodní školy. Díl první. 1. část, Slovesné druhy a literární směry. 2. část, Vlast, jazyk, národ. 3. část, Obchod a průmysl, 1926
- Čítanka pro obchodní školy. Díl druhý, Výbor z československé literatury od nejstarší doby do přítomnosti, 1930
- Výbor ukázek z literatury umělecké a věcné (druhy a směry) pro obchodní akademie, 1932
- Teorie literatury pro obchodní akademie, 1932
- Stručná slovesnost pro veřejné obchodní školy a příbuzné ústavy, 1932
- Teorie literatury pro vyšší třídy středních škol, 1933
- Křížová cesta lásky – Román ze studentské koleje, 1938